# 丸昌
株式会社丸昌（まるしょう）は、振袖を中心とした各種式服のレンタル・販売等を行う企業。「晴れ着の丸昌」の商号を使用している。店舗グループごとに別法人が運営している。

## 事業内容
- 冠婚葬祭用和洋式服のレンタル
- 七五三祝い着・振袖・各種式服の販売
- 各種式服の記念撮影、フォトスタジオ業務

## 店舗

### 横浜店グループ
- 横浜店

### 平塚店グループ
- 平塚店

### 池袋店グループ
- 池袋店

### 小岩店グループ
- 小岩店

### 下北沢店グループ
- 下北沢店
- 町田店

### 北千住店グループ
- 北千住店
- 大宮店

## 広告

### イメージキャラクター
- 間瀬遥花

### 過去のイメージキャラクター
- 柏原芳恵
- 中山美穂
- 牧瀬里穂
- 広末涼子
- 深田恭子
- 乙葉
- 夏帆
- 浦浜アリサ
- 土屋巴瑞季
- 相田翔子